# Anmerkungen übers Theater
Anmerkungen übers Theater ist ein Werk von Jakob Michael Reinhold Lenz, das in mehreren Schreibphasen entstand und 1774 zusammen mit einer Übertragung von Shakespeares Komödie Love’s Labour’s Lost unter dem Titel Amor vincit omnia erstmals gedruckt wurde. Die Anmerkungen übers Theater gehören der Epoche des Sturm und Drang an. Neben Goethes Vortrag Zum Schäkespears Tag (1771) und dem Shakespeare Aufsatz Herders (1773) gehört das Werk zu den wichtigsten Dokumenten der Shakespeare-Verehrung des Sturm und Drang. Lenz trug seine Anmerkungen übers Theater vor der Straßburger Société de Philosophie et de Belles-Lettres vor, in der er während seines Straßburger Aufenthalts Mitglied war.

## Inhalt
Lenz beginnt sein Werk mit der Kritik des europäischen Theaters. Zu diesem Zweck unterteilt er das europäische Theater in Departements. Ausführlich beschreibt er die griechische, lateinisch/römische, italienische, französische und die englische Theaterform. Die griechische beschreibt Lenz sehr reduziert. Er sagt lediglich, dass die „großen Meisterstücke Griechenlands von ebenso großen Meistern in der Aktion“ vorgestellt sind. Für das zweite Departement nennt er für die Trauerspiele die Autoren Ovid und Seneca und für die Lustspiele hingegen Plautus und Terenz. Er vermutet, dass die Schauspieler die Stücke damals im Wesentlichen mehr gesungen als rezitiert haben. Der Ursprung des Theaters schien nicht mehr zu sein, als ein „Lobgesang auf den Vater Bacchus“, von verschiedenen Personen gemeinsam gesungen. Ein weiteres Departement ist das italienische, welches natürlich gleich mit der Geschichte des Orpheus in Verbindung gebracht wird. Daraufhin kommt er zu der französischen Spielkunst. Diese kritisiert Lenz zutiefst, denn für ihn ist in diesen Stücken Amor Selbstherrscher und „alles atmet, seufzt, weint, blutet ihn und den Lichtputzer ausgenommen ist noch kein Akteur jemals hinter die Kulisse getreten, ohne sich auf dem Theater verliebt zu haben.“  Das fünfte Department ist das elisabethanische Theater. Dieses Theater steht für Lenz im Gegensatz zu dem vorletzten Departement. Den Grund dafür sieht er darin, dass  Engländer sich nicht zu schade wären, dem Publikum die Natur „mutterfadennackt“ zu präsentieren.
Man sieht, dass Lenz mit den gebotenen Formen in Europa nicht zufrieden war und eine neue Theaterform suchte.
Als Nächstes geht er auf die Poesie ein und definiert, das Wesen der Poesie dabei über die Nachahmung.  Er bezieht sich in dieser Definition auf Aristoteles und dessen Poetik. Dort erwähnt Aristoteles, dass der Mensch schon als Kind fähig ist, nachzuahmen und stellt auch die These auf, dass der Mensch ein Tier sei, dass die Begabung besitze, nachzuahmen.
Trotz der Kritik an Aristoteles äußert Lenz ebenso, dass er eine große Hochachtung gegenüber den griechischen Philosophen hegt.
Lenz ist es wichtig, dass die Dichtung die Natur nachahmt. Dann geht Lenz auf das sechste Kapitel der Poetik ein. Aristoteles definiert die Begriffe „Sitten“ und „Gesinnungen“ separat. Sitte ist für ihn die Art, mit der jemand handelt und Gesinnungen ist die Gemütsart und der Ausdruck derselben im Sprechen. Lenz möchte diese beiden Begriffe zusammennehmen und dafür wählt er den Begriff „Charakter“. Denn für bestimmte Handlungen ist der Charakter der jeweiligen Person ausschlaggebend. Weiterhin behauptet Aristoteles, dass der Endzweck einer Handlung des Trauerspiels die Handlung ist und „nicht eine Beschaffenheit“. Ihre Handlungen führen zu Glück oder Unglück, aber die Sitten der Schauspieler sind nach einer gewissen Beschaffenheit. Die Schauspieler sollen „also nicht handeln, um ihre Sitten darzustellen, sondern die Sitten werden um der Handlungen willen mit eingeführt“.  Lenz kritisiert Aristoteles Auffassung, und ist sich sicher, dass man auf dieser These nicht mehr weiter aufbauen kann, obwohl es natürlich möglich ist, dass Aristoteles zu seiner Zeit mit dieser Argumentation Recht hatte.
Wichtig ist zudem, dass Lenz die drei Drameneinheiten abschaffen möchte. Denn diese sind seiner Auffassung nach überflüssig. Ausführlich beschreibt er die drei Einheiten Handlung, Zeit, Raum, Ort.  Die Einheit der Handlung möchte Lenz auflösen, denn in einem Drama soll es auch erlaubt sein, mehrere Handlungen zu zeigen, „die wie Donnerschläge aufeinander folgen“. Bei der Einheit des Ortes, setzt Lenz an, dass auch hier die Einheit aufgebrochen wird und auch mehrere Ortswechsel stattfinden können. Der Einheit der Zeit, nach Aristoteles der „Umlauf einer Sonne“, widersetzt sich Lenz ebenfalls. Jedes Land hat einen bestimmten Schriftsteller, nach dessen Form Theater gespielt wird. So hat England als Vorbild Shakespeare, Italien hat den Dichter Dante und Deutschland den Schriftsteller Klopstock. Das französische Schauspiel entspricht den Regeln des Aristoteles. Und so zeigen die Franzosen auf der Bühne auch keine Charaktere.  Durch diese Schauspielweise hätten die Franzosen den Misserfolg auf der Bühne. Vor allem Voltaires Charaktere seien „lauter tolerante Freigeister“ und „die ganze Welt“ würde ihren „Ton der Wünsche“ annehmen, sogar Rousseau in seiner Heloise wäre davon nicht auszunehmen. In diesen Stücken würde laut Lenz, immer ein „Stück Perücke“  hervorschauen und das will Lenz nicht mehr, denn der Zuschauer soll sich in dieser Welt vorfinden. Um diese These zu bekräftigen, vergleicht er den französischen Autor Voltaire mit seinem Werk La mort de César und von Shakespeare Julius Caesar. Beide Schriftsteller thematisieren in ihren Werken den Tod des römischen Staatsmanns Cäsar. Voltaires Werk kritisiert Lenz zunehmend, denn die Figur des Brutus würde seiner Ansicht nach zu viel predigen: „Nun geht das predigen auf zwei Seiten fort.“  Shakespeare hingegen bewundert er für seinen Brutus. Denn ausführlich werden die Gemütsbewegungen von Brutus dem Leser näher gebracht.
Dann widmet sich Lenz wiederholt Aristoteles. Er kritisiert, dass er seinen Charakteren zu wenige Eigenschaften geben würde. Aber diese Aussage relativiert er wieder, da er sagt, dass die Zeit des Aristoteles sehr religiös geprägt war und aus diesem Grund die Figuren eine geringere Ausschmückungen ihrer Charaktere erfahren haben. Die Hauptempfindung sollte nicht die „Hochachtung für den Helden“ sein, sondern die „blinde knechtische Furcht vor den Göttern“.   In den Augen Lenz, schafft Shakespeare das mit seinen Figuren und möchte aus diesem Grund auch die Werke von Shakespeare als „Charakterstücke“ bezeichnen. Dann stellt er kurz die Formen Tragödie, Komödie gegenüber. Denn im Trauerspiel sind die „Handlungen der Personen willen da“ und bei der Komödie soll man von der Handlung ausgehen und Personen können daran teilnehmen, so wie es der Autor wünscht.

## Shakespeare-Rezeption
In den 70er Jahren entwickelte sich eine Art „Shakespeare-Kult“ in Deutschland und in der Literatur galt Shakespeare als vorbildlicher Autor.   Auch der deutsche Schriftsteller Lenz hat sich literarisch viel mit den Werken von Shakespeare auseinandergesetzt und sogar Shakespeares Name fällt in der dramatischen Satire Pandämonium Germanicum (1775) und dem dramatischen Monolog Shakespeare Geist (1776).  Die Anmerkungen übers Theater ist Lenz erster und auch provokantester Beitrag zur deutschen Shakespeare-Diskussion.   Nach der Publikation dieses Werkes wurde in der Presse ein „lebhaftes Echo“ hervorgerufen.  Vor allem in den damaligen literarischen Zeitschriften wurden Diskussionen über diesen Beitrag geführt.  Dieser Beitrag galt als das wichtigste Manifest der neuen Partei um Goethe und Herder und als Basis für eine neue Form des Dramas.

## Stil
Die Anmerkungen sind stilistisch ebenso gemischt wie gedanklich. Neben längeren Passagen im nüchternen rational argumentierenden Stil, sind andere wieder verfasst in eingeworfenen Fragen, abgebrochenen Sätzen oder Ausrufe. Aber das war der neue Stil des Sturm und Drang und sollte die Gesellschaft provozieren. Lenz trägt in diesem Werk seine Thesen assoziativ vor.

## Ausgaben
- Jakob Michael Reinhold Lenz: Anmerkungen übers Theater. Nebst angehangten übersetzten Stück Shakespears. Weygandsche Buchhandlung, Leipzig 1774.
- Jakob Michael Reinhold Lenz: Anmerkungen übers Theater. Shakespeare-Arbeiten und Shakespeare-Übersetzungen. hg. von Hans-Günther Schwarz. Philipp Reclam jun., Stuttgart 1995, ISBN 3-15-009815-7.